# Tablander Warter
Der Tablander Warter (auch Schwarze-Biwak, italienisch Bivacco Schwarzer) ist ein geschlossener Notunterstand der Sektion Untervinschgau des Alpenvereins Südtirol im Zufrittkamm der Ortler-Alpen. Der Biwak steht auf dem Gebiet der Fraktion Tabland oberhalb des Falkomaisees und direkt am Gipfel des 2616 m s.l.m. hohen Schwarze (auch Schwarzer oder Moarkuk).
Erbaut wurde der Unterstand im Jahr 1999, im Jahr 2016 erfolgte eine umfassende Sanierung. Der Aufstieg ist vom Vinschgau über die Tablander Alm oder durch das Kirchbachtal, ein Seitental des Ultentals, möglich.
Die Räumlichkeiten sind sehr begrenzt. In der Mitte ist ein Klapptisch, stehend haben an die 15 Personen, sitzend etwa acht Leute Platz. Gut und gerne können fünf Personen in Schlafsäcken hier übernachten. Kurtaxe ist nicht geschuldet. Davon sollte jedoch nur in Notsituationen Gebrauch gemacht werden.